# Paulina van Oranje-Nassau

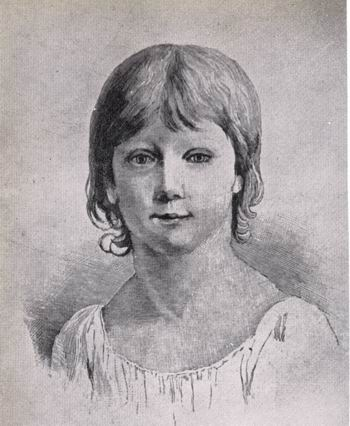
Prinses Paulina

Wilhelmina Frederika Louise Paulina Charlotte, Prinses van Oranje-Nassau, (Berlijn, 1 maart 1800 — Freienwalde, 22 december 1806), was het derde kind en de oudste dochter van de latere koning Willem I der Nederlanden en prinses Wilhelmina van Pruisen. De prinses werd door haar ouders Pautje genoemd.

## Biografie
Prinses Paulina werd geboren in Berlijn terwijl haar ouders gedurende de Franse overheersing in ballingschap daar verbleven. Ze is vernoemd naar tsaar Paul I van Rusland. Haar oudere broer Frederik (1797-1881) was ook in Berlijn geboren.
Vanaf 1803 woonde ze met haar familie op de Duitse familiebezittingen in Nassau. Aldaar ontmoette ze voor het eerst haar grootouders. Ze kon het erg goed met hen vinden, en de ex-stadhouder Willem V gaf haar zelf de bijnaam Polly. Vooral haar grootvader was erg blij haar te zien, aangezien het nog nooit in de geschiedenis was voorgekomen dat een Oranje-stadhouder bij leven een kleindochter had gekend. Toen men een bal gaf ter gelegenheid van de verjaardag van haar vader, walste de oude zwaarlijvige ex-stadhouder met de jonge Paulina door de grote balzaal van het slot.
Sinds 1804 woonde het gezin van Willem in Berlijn, waar hij een paleis had gekocht aan het Unter den Linden (nr. 36). Het paleis staat bekend als het Niederländisches Palais.
Op vijfjarige leeftijd logeerde zij ook nog eens met haar oudere broers bij de grootouders op Oranienstein. Bij die gelegenheid gaf ze Willem V zelfgemaakte kousenbanden voor zijn verjaardag, waaraan zij de hele winter had gewerkt.
Vanaf de geboorte had Paulina een zwakke gezondheid. Dit was mogelijk het gevolg van de gespannen situatie waarin haar moeder verkeerde tijdens haar zwangerschap. Volgens de behandelende arts leed ze aan zenuwkoorts.
In oktober 1806 moest ze met haar moeder en broertjes vluchten voor het Franse leger. Het gezin vluchtte van Berlijn richting Koningsbergen. Mede door de barre weersomstandigheden verslechterde de gezondheidstoestand van Paulina zeer snel. Haar moeder Wilhelmina kon daarna nauwelijks scheiden van haar ziekbed en men vreesde voor haar verstand. Volgens één lezing zou ze zijn overleden in de woning van een burgemeester die hen tijdelijk huisvestte, maar volgens een andere lezing zou ze zijn overleden op het slot Freienwalde, een van de koninklijke Pruisische bezittingen ten noordoosten van Berlijn, nabij de Oder. Het landgoed werd kort daarvoor bewoond door prinses Frederika van Hessen-Darmstadt (1751-1805), haar grootmoeder van moederszijde. Berlijn werd ingenomen door de Fransen op 27 oktober 1806, de vestingstad Küstrin aan de Oder op 1 november. Het Pruisische leger onder Blücher capituleerde uiteindelijk op 7 november 1806. Haar vader was krijgsgevangen geraakt tijdens de verloren Slag bij Auerstedt op 14 oktober 1806, maar mocht op zijn erewoord weer vertrekken.
Op 15 december 1806 was Paulina's toestand zorgelijk geworden en een week later, op 22 december 1806, overleed ze. Men heeft haar lichaam begraven in Duitsland op het landgoed Freienwalde. Een grafmonument werd pas in 1813 gerealiseerd door beeldhouwer Godfried Schadow. Het vergeten graf van Paulina werd na 1909 herontdekt door de nieuwe eigenaar van Freienwalde, Walther Rathenau. Hij ontdekte op het landgoed een verweerd grafmonument. Op het monument bleek de naam te staan van prinses Paulina. Het nieuws werd direct gemeld aan koningin Wilhelmina, die de stoffelijke resten liet opgraven. Zonder al te veel plichtplegingen werd het kistje van Paulina in maart 1911 naar Nederland gebracht door de Nederlandse gezant in Berlijn en kamerheer i.b.d. W.A.F. baron Gevers (1856-1927) en eerste kamerheer jhr. W.J.P. van den Bosch (1848-1914), tevens schoonvader van Gevers. Het bronzen kistje stond gedurende de reis in het bagagerek.
Prinses Paulina is op 7 april 1911 bijgezet in de koninklijke grafkelder in de Nieuwe Kerk te Delft. Het door Schadow ontworpen grafmonument is als cenotaaf opgenomen in de kerk van Delft. De tekst vermeldt: "Grabmal der Prinzessin Wilhelmine Friderike Louise Pauline Charlotte von Oranien und Nassau - Geboren zu Berlin den 1 Maerz 1800 - Gestorben zu Freienwalde den 22 Dezember 1806".

## Kwartierstaat
| Willem IV van Oranje-Nassau (1711-1751) | Willem IV van Oranje-Nassau (1711-1751) | Willem IV van Oranje-Nassau (1711-1751) | Willem IV van Oranje-Nassau (1711-1751) | Willem IV van Oranje-Nassau (1711-1751) | Willem IV van Oranje-Nassau (1711-1751) | Anna van Hannover (1709-1759)          | Anna van Hannover (1709-1759)          | Anna van Hannover (1709-1759)          | Anna van Hannover (1709-1759)          | Anna van Hannover (1709-1759)        | Anna van Hannover (1709-1759)        |                                       |                                       | August Willem van Pruisen (1722—1758) | August Willem van Pruisen (1722—1758) | August Willem van Pruisen (1722—1758) | August Willem van Pruisen (1722—1758) | August Willem van Pruisen (1722—1758) | August Willem van Pruisen (1722—1758) | Amalia van Brunswijk-Wolfenbüttel (1722-1780) | Amalia van Brunswijk-Wolfenbüttel (1722-1780) | Amalia van Brunswijk-Wolfenbüttel (1722-1780) | Amalia van Brunswijk-Wolfenbüttel (1722-1780) | Amalia van Brunswijk-Wolfenbüttel (1722-1780) | Amalia van Brunswijk-Wolfenbüttel (1722-1780) |  |  | August Willem van Pruisen (1722—1758) | August Willem van Pruisen (1722—1758) | August Willem van Pruisen (1722—1758) | August Willem van Pruisen (1722—1758) | August Willem van Pruisen (1722—1758)      | August Willem van Pruisen (1722—1758)      | Amalia van Brunswijk-Wolfenbüttel (1722-1780) | Amalia van Brunswijk-Wolfenbüttel (1722-1780) | Amalia van Brunswijk-Wolfenbüttel (1722-1780) | Amalia van Brunswijk-Wolfenbüttel (1722-1780) | Amalia van Brunswijk-Wolfenbüttel (1722-1780) | Amalia van Brunswijk-Wolfenbüttel (1722-1780) |                                        |                                        | Lodewijk IX van Hessen-Darmstadt (1719–1790) | Lodewijk IX van Hessen-Darmstadt (1719–1790) | Lodewijk IX van Hessen-Darmstadt (1719–1790) | Lodewijk IX van Hessen-Darmstadt (1719–1790) | Lodewijk IX van Hessen-Darmstadt (1719–1790) | Lodewijk IX van Hessen-Darmstadt (1719–1790) | Henriëtte Caroline van Palts-Zweibrücken (1721-1774) | Henriëtte Caroline van Palts-Zweibrücken (1721-1774) | Henriëtte Caroline van Palts-Zweibrücken (1721-1774) | Henriëtte Caroline van Palts-Zweibrücken (1721-1774) | Henriëtte Caroline van Palts-Zweibrücken (1721-1774) | Henriëtte Caroline van Palts-Zweibrücken (1721-1774) |  |  |  |  |  |  |  |  |  |  |  |  |  |  |  |  |  |  |  |  |  |  |  |  |  |  |  |  |  |  |  |  |  |  |  |  |  |  |  |  |  |  |  |  |  |  |  |  |
| Willem IV van Oranje-Nassau (1711-1751) | Willem IV van Oranje-Nassau (1711-1751) | Willem IV van Oranje-Nassau (1711-1751) | Willem IV van Oranje-Nassau (1711-1751) | Willem IV van Oranje-Nassau (1711-1751) | Willem IV van Oranje-Nassau (1711-1751) | Anna van Hannover (1709-1759)          | Anna van Hannover (1709-1759)          | Anna van Hannover (1709-1759)          | Anna van Hannover (1709-1759)          | Anna van Hannover (1709-1759)        | Anna van Hannover (1709-1759)        |                                       |                                       | August Willem van Pruisen (1722—1758) | August Willem van Pruisen (1722—1758) | August Willem van Pruisen (1722—1758) | August Willem van Pruisen (1722—1758) | August Willem van Pruisen (1722—1758) | August Willem van Pruisen (1722—1758) | Amalia van Brunswijk-Wolfenbüttel (1722-1780) | Amalia van Brunswijk-Wolfenbüttel (1722-1780) | Amalia van Brunswijk-Wolfenbüttel (1722-1780) | Amalia van Brunswijk-Wolfenbüttel (1722-1780) | Amalia van Brunswijk-Wolfenbüttel (1722-1780) | Amalia van Brunswijk-Wolfenbüttel (1722-1780) |  |  | August Willem van Pruisen (1722—1758) | August Willem van Pruisen (1722—1758) | August Willem van Pruisen (1722—1758) | August Willem van Pruisen (1722—1758) | August Willem van Pruisen (1722—1758)      | August Willem van Pruisen (1722—1758)      | Amalia van Brunswijk-Wolfenbüttel (1722-1780) | Amalia van Brunswijk-Wolfenbüttel (1722-1780) | Amalia van Brunswijk-Wolfenbüttel (1722-1780) | Amalia van Brunswijk-Wolfenbüttel (1722-1780) | Amalia van Brunswijk-Wolfenbüttel (1722-1780) | Amalia van Brunswijk-Wolfenbüttel (1722-1780) |                                        |                                        | Lodewijk IX van Hessen-Darmstadt (1719–1790) | Lodewijk IX van Hessen-Darmstadt (1719–1790) | Lodewijk IX van Hessen-Darmstadt (1719–1790) | Lodewijk IX van Hessen-Darmstadt (1719–1790) | Lodewijk IX van Hessen-Darmstadt (1719–1790) | Lodewijk IX van Hessen-Darmstadt (1719–1790) | Henriëtte Caroline van Palts-Zweibrücken (1721-1774) | Henriëtte Caroline van Palts-Zweibrücken (1721-1774) | Henriëtte Caroline van Palts-Zweibrücken (1721-1774) | Henriëtte Caroline van Palts-Zweibrücken (1721-1774) | Henriëtte Caroline van Palts-Zweibrücken (1721-1774) | Henriëtte Caroline van Palts-Zweibrücken (1721-1774) |  |  |  |  |  |  |  |  |  |  |  |  |  |  |  |  |  |  |  |  |  |  |  |  |  |  |  |  |  |  |  |  |  |  |  |  |  |  |  |  |  |  |  |  |  |  |  |  |
|                                         |                                         |                                         |                                         |                                         |                                         |                                        |                                        |                                        |                                        |                                      |                                      |                                       |                                       |                                       |                                       |                                       |                                       |                                       |                                       |                                               |                                               |                                               |                                               |                                               |                                               |  |  |                                       |                                       |                                       |                                       |                                            |                                            |                                               |                                               |                                               |                                               |                                               |                                               |                                        |                                        |                                              |                                              |                                              |                                              |                                              |                                              |                                                      |                                                      |                                                      |                                                      |                                                      |                                                      |  |  |  |  |  |  |  |  |  |  |  |  |  |  |  |  |  |  |  |  |  |  |  |  |  |  |  |  |  |  |  |  |  |  |  |  |  |  |  |  |  |  |  |  |  |  |  |  |
|                                         |                                         |                                         |                                         | Willem V van Oranje-Nassau (1748–1806)  | Willem V van Oranje-Nassau (1748–1806)  | Willem V van Oranje-Nassau (1748–1806) | Willem V van Oranje-Nassau (1748–1806) | Willem V van Oranje-Nassau (1748–1806) | Willem V van Oranje-Nassau (1748–1806) |                                      |                                      |                                       |                                       |                                       |                                       | Wilhelmina van Pruisen (1751-1820)    | Wilhelmina van Pruisen (1751-1820)    | Wilhelmina van Pruisen (1751-1820)    | Wilhelmina van Pruisen (1751-1820)    | Wilhelmina van Pruisen (1751-1820)            | Wilhelmina van Pruisen (1751-1820)            |                                               |                                               |                                               |                                               |  |  |                                       |                                       |                                       |                                       | Frederik Willem II van Pruisen (1744-1797) | Frederik Willem II van Pruisen (1744-1797) | Frederik Willem II van Pruisen (1744-1797)    | Frederik Willem II van Pruisen (1744-1797)    | Frederik Willem II van Pruisen (1744-1797)    | Frederik Willem II van Pruisen (1744-1797)    |                                               |                                               |                                        |                                        |                                              |                                              | Frederika van Hessen-Darmstadt (1751-1805)   | Frederika van Hessen-Darmstadt (1751-1805)   | Frederika van Hessen-Darmstadt (1751-1805)   | Frederika van Hessen-Darmstadt (1751-1805)   | Frederika van Hessen-Darmstadt (1751-1805)           | Frederika van Hessen-Darmstadt (1751-1805)           |                                                      |                                                      |                                                      |                                                      |  |  |  |  |  |  |  |  |  |  |  |  |  |  |  |  |  |  |  |  |  |  |  |  |  |  |  |  |  |  |  |  |  |  |  |  |  |  |  |  |  |  |  |  |  |  |  |  |
|                                         |                                         |                                         |                                         | Willem V van Oranje-Nassau (1748–1806)  | Willem V van Oranje-Nassau (1748–1806)  | Willem V van Oranje-Nassau (1748–1806) | Willem V van Oranje-Nassau (1748–1806) | Willem V van Oranje-Nassau (1748–1806) | Willem V van Oranje-Nassau (1748–1806) |                                      |                                      |                                       |                                       |                                       |                                       | Wilhelmina van Pruisen (1751-1820)    | Wilhelmina van Pruisen (1751-1820)    | Wilhelmina van Pruisen (1751-1820)    | Wilhelmina van Pruisen (1751-1820)    | Wilhelmina van Pruisen (1751-1820)            | Wilhelmina van Pruisen (1751-1820)            |                                               |                                               |                                               |                                               |  |  |                                       |                                       |                                       |                                       | Frederik Willem II van Pruisen (1744-1797) | Frederik Willem II van Pruisen (1744-1797) | Frederik Willem II van Pruisen (1744-1797)    | Frederik Willem II van Pruisen (1744-1797)    | Frederik Willem II van Pruisen (1744-1797)    | Frederik Willem II van Pruisen (1744-1797)    |                                               |                                               |                                        |                                        |                                              |                                              | Frederika van Hessen-Darmstadt (1751-1805)   | Frederika van Hessen-Darmstadt (1751-1805)   | Frederika van Hessen-Darmstadt (1751-1805)   | Frederika van Hessen-Darmstadt (1751-1805)   | Frederika van Hessen-Darmstadt (1751-1805)           | Frederika van Hessen-Darmstadt (1751-1805)           |                                                      |                                                      |                                                      |                                                      |  |  |  |  |  |  |  |  |  |  |  |  |  |  |  |  |  |  |  |  |  |  |  |  |  |  |  |  |  |  |  |  |  |  |  |  |  |  |  |  |  |  |  |  |  |  |  |  |
|                                         |                                         |                                         |                                         |                                         |                                         |                                        |                                        |                                        |                                        | Willem I der Nederlanden (1772–1843) | Willem I der Nederlanden (1772–1843) | Willem I der Nederlanden (1772–1843)  | Willem I der Nederlanden (1772–1843)  | Willem I der Nederlanden (1772–1843)  | Willem I der Nederlanden (1772–1843)  |                                       |                                       |                                       |                                       |                                               |                                               |                                               |                                               |                                               |                                               |  |  |                                       |                                       |                                       |                                       |                                            |                                            |                                               |                                               |                                               |                                               | Wilhelmina van Pruisen (1774-1837)            | Wilhelmina van Pruisen (1774-1837)            | Wilhelmina van Pruisen (1774-1837)     | Wilhelmina van Pruisen (1774-1837)     | Wilhelmina van Pruisen (1774-1837)           | Wilhelmina van Pruisen (1774-1837)           |                                              |                                              |                                              |                                              |                                                      |                                                      |                                                      |                                                      |                                                      |                                                      |  |  |  |  |  |  |  |  |  |  |  |  |  |  |  |  |  |  |  |  |  |  |  |  |  |  |  |  |  |  |  |  |  |  |  |  |  |  |  |  |  |  |  |  |  |  |  |  |
|                                         |                                         |                                         |                                         |                                         |                                         |                                        |                                        |                                        |                                        | Willem I der Nederlanden (1772–1843) | Willem I der Nederlanden (1772–1843) | Willem I der Nederlanden (1772–1843)  | Willem I der Nederlanden (1772–1843)  | Willem I der Nederlanden (1772–1843)  | Willem I der Nederlanden (1772–1843)  |                                       |                                       |                                       |                                       |                                               |                                               |                                               |                                               |                                               |                                               |  |  |                                       |                                       |                                       |                                       |                                            |                                            |                                               |                                               |                                               |                                               | Wilhelmina van Pruisen (1774-1837)            | Wilhelmina van Pruisen (1774-1837)            | Wilhelmina van Pruisen (1774-1837)     | Wilhelmina van Pruisen (1774-1837)     | Wilhelmina van Pruisen (1774-1837)           | Wilhelmina van Pruisen (1774-1837)           |                                              |                                              |                                              |                                              |                                                      |                                                      |                                                      |                                                      |                                                      |                                                      |  |  |  |  |  |  |  |  |  |  |  |  |  |  |  |  |  |  |  |  |  |  |  |  |  |  |  |  |  |  |  |  |  |  |  |  |  |  |  |  |  |  |  |  |  |  |  |  |
|                                         |                                         |                                         |                                         |                                         |                                         |                                        |                                        |                                        |                                        |                                      |                                      |                                       |                                       |                                       |                                       |                                       |                                       |                                       |                                       |                                               |                                               |                                               |                                               |                                               |                                               |  |  |                                       |                                       |                                       |                                       |                                            |                                            |                                               |                                               |                                               |                                               |                                               |                                               |                                        |                                        |                                              |                                              |                                              |                                              |                                              |                                              |                                                      |                                                      |                                                      |                                                      |                                                      |                                                      |  |  |  |  |  |  |  |  |  |  |  |  |  |  |  |  |  |  |  |  |  |  |  |  |  |  |  |  |  |  |  |  |  |  |  |  |  |  |  |  |  |  |  |  |  |  |  |  |
|                                         |                                         |                                         |                                         |                                         |                                         |                                        |                                        |                                        |                                        |                                      |                                      |                                       |                                       |                                       |                                       |                                       |                                       |                                       |                                       |                                               |                                               |                                               |                                               |                                               |                                               |  |  |                                       |                                       |                                       |                                       |                                            |                                            |                                               |                                               |                                               |                                               |                                               |                                               |                                        |                                        |                                              |                                              |                                              |                                              |                                              |                                              |                                                      |                                                      |                                                      |                                                      |                                                      |                                                      |  |  |  |  |  |  |  |  |  |  |  |  |  |  |  |  |  |  |  |  |  |  |  |  |  |  |  |  |  |  |  |  |  |  |  |  |  |  |  |  |  |  |  |  |  |  |  |  |
|                                         |                                         |                                         |                                         |                                         |                                         |                                        |                                        |                                        |                                        |                                      |                                      | Willem II der Nederlanden (1792-1849) | Willem II der Nederlanden (1792-1849) | Willem II der Nederlanden (1792-1849) | Willem II der Nederlanden (1792-1849) | Willem II der Nederlanden (1792-1849) | Willem II der Nederlanden (1792-1849) |                                       |                                       | Frederik der Nederlanden (1797-1881)          | Frederik der Nederlanden (1797-1881)          | Frederik der Nederlanden (1797-1881)          | Frederik der Nederlanden (1797-1881)          | Frederik der Nederlanden (1797-1881)          | Frederik der Nederlanden (1797-1881)          |  |  | Paulina van Oranje-Nassau (1800-1806) | Paulina van Oranje-Nassau (1800-1806) | Paulina van Oranje-Nassau (1800-1806) | Paulina van Oranje-Nassau (1800-1806) | Paulina van Oranje-Nassau (1800-1806)      | Paulina van Oranje-Nassau (1800-1806)      |                                               |                                               | Marianne van Oranje-Nassau (1810-1883)        | Marianne van Oranje-Nassau (1810-1883)        | Marianne van Oranje-Nassau (1810-1883)        | Marianne van Oranje-Nassau (1810-1883)        | Marianne van Oranje-Nassau (1810-1883) | Marianne van Oranje-Nassau (1810-1883) |                                              |                                              |                                              |                                              |                                              |                                              |                                                      |                                                      |                                                      |                                                      |                                                      |                                                      |  |  |  |  |  |  |  |  |  |  |  |  |  |  |  |  |  |  |  |  |  |  |  |  |  |  |  |  |  |  |  |  |  |  |  |  |  |  |  |  |  |  |  |  |  |  |  |  |